# ربات اجتماعی
یک ربات اجتماعی ، یک ربات خودمختار است که با پیروی کردن از رفتارها و قوانینی که مربوط به نقشش است با انسان‌ها یا سایر واحدهای فیزیکی خودمختار تعامل و ارتباط برقرار می‌کند. بر اساس این تعریف ربات اجتماعی باید تجسم فیزیکی داشته باشد. (داشتن صفحه نمایش برای شخصیت ربات کنار گذاشته شد)

## پیش‌زمینه
درحالی‌که ربات‌های اغلب با پردازش واحدهای اجتماعی شناخته می‌شوند، (برای مثال لاک‌پشت‌های توسعه یافته توسط ویلیام گری والتر در سال ۱۹۵۰)، ربات‌های اجتماعی شاخه نسبتاً جدیدی از علم رباتیک است. از ابتدای سال ۱۹۹۰ پژوهشگران هوش مصنوعی و رباتیک ربات‌هایی را توسعه دادن که صراحتاً در سطح اجتماعی تعامل پیدا می‌کردند. پژوهشگران شاخصی چون Cynthia Breazeal, Tony Belpaeme, Aude Billard, Kerstin Dautenhahn, Yiannis Demiris, Maja Mataric و Brian Scassellati.
همچنین مهندسان حرکت کنسسای در مؤسسه علم و تکنولوژی ژاپن--- برای ربات‌های اجتماعی، به‌طور ویژه ببینیدکارهای Takayuki Kanda, Hideki Kozima, Hiroshi Ishiguro و Tomio Watanabe.
طراحی یک ربات خودمختار اجتماعی بسیار چالش‌برانگیز است، چرا که ربات نیاز به یک مفسر صحیح از رفتارها و واکنش‌های متناسب مردم دارد، اگرچه چنین مفسری همچنان وجود ندارد. همچنین، بسیاری از ربات‌های اجتماعی به‌طور بخش بخش یا به‌طور کامل کنترل از راه دور هستند. لازم به توضیح است که اولین آزمایشگاه رباتیک اجتماعی-شناختی ایران در آذرماه سال 1392 در قطب علمی طراحی، رباتیک، و اتوماسیون دانشگاه صنعتی شریف توسط دکتر علی مقداری، دکتر مینو عالمی، دکتر علیرضا طاهری و گروهی از همکاران و پژوهشگران تأسیس و راه اندازی شد. این گروه بین رشته ای و چند زمینه ای بااجرای پروژه های متنوع بویژه طراحی و ساخت خانواده ربات های اجتماعی ایرانی (آرش، آرمین، رَسا، مایا، آوا، روما، و تابان) تاکنون موفق به کسب جوایز متعدد ملی و بین المللی شده اند.

## تعریف
ربات در سازمان بین‌المللی استاندارد تعریف می‌شود به عنوان بازوی چندکاره قابل برنامه‌ریزی که طراحی شده‌است برای جابجایی
یکی از مثال‌های ربات اجتماعی پروژه کسپر است که توسط دانشگاه هرتفورشایر برای کمک به یادگیری کودکان اتیسم از طریق بازی و برنامه‌های تعاملی است.

## آزمایشگاه‌های تحقیقاتی
- Interaction Lab, University of Southern California, USA
- Personal Robots Group, MIT Media Lab, USA
- Personal Robotics Lab, Imperial College London, UK
- Social Robotics Lab, Yale University
- Social Robotics Lab, University of Freiburg, Germany
- A*STAR Social Robotics, Singapore
- Social Robotics Lab, National University of Singapore, Singapore
- Interactions and Communication Design (ICD) Lab, Toyohashi University of Technology, Japan
- ATR Intelligent Robotics and Communication Laboratories, Kyoto, Japan
- Adaptive Systems Research Group, University of Hertfordshire, Hatfield, U.K.
- Department for Speech, Music and Hearing, KTH Royal Institute of Technology, Stockholm, Sweden
- Intelligent Agents and Synthetic Characters Group, Lisbon Tech, University of Lisbon, Lisbon, Portugal
- [قطب طراحی، اتوماسیون و رباتیک ایران، http://www.mech.sharif.ir/web/14039/1]

## نشریات بین‌المللی
- International Journal of Social Robotics
- Interaction Studies: Social Behaviour and Communication in Biological and Artificial Systems